# Hanna Falk
Hanna Linnéa Falk (Ulricehamn, 5 luglio 1989) è una fondista svedese.

## Biografia
In Coppa del Mondo ha esordito il 21 marzo 2007 a Stoccolma (49ª) e ha ottenuto la prima vittoria, nonché primo podio, il 5 dicembre 2009 a Düsseldorf.
Ha esordito ai Giochi olimpici invernali a Vancouver 2010 (29ª nella sprint) e ai Campionati mondiali a Oslo 2011 (11ª nella sprint). Ai Mondiali di Falun 2015 si è classificata 94ª nella sprint e a quelli di Lahti 2017 15ª nella 10 km e 4ª nella sprint. Ai XXIII Giochi olimpici invernali di Pyeongchang 2018 si è classificata 21ª nella 10 km e 5ª nella sprint; nella stagione successiva ai Mondiali di Seefeld in Tirol è stata 13ª nella sprint.

## Palmarès

### Mondiali juniores
- 2 medaglie:
  - 2 argenti (staffetta a Malles Venosta 2008; staffetta a Praz de Lys - Sommand 2009)

### Coppa del Mondo
- Miglior piazzamento in classifica generale: 20ª nel 2010, nel 2017 e nel 2018
- 13 podi (8 individuali, 5 a squadre):
  - 3 vittorie (individuali)
  - 4 secondi posti (1 individuale, 3 a squadre)
  - 6 terzi posti (4 individuali, 2 a squadre)

#### Coppa del Mondo - vittorie
| Data            | Località   | Nazione  | Spec. |
| --------------- | ---------- | -------- | ----- |
| 5 dicembre 2009 | Düsseldorf | Germania | SP TL |
| 17 gennaio 2010 | Otepää     | Estonia  | SP TC |
| 13 gennaio 2018 | Dresda     | Germania | SP TL |

Legenda:

TC = tecnica classica

TL = tecnica libera

SP = sprint

#### Coppa del Mondo - competizioni intermedie
- 3 podi di tappa:
  - 1 vittoria
  - 2 terzi posti

##### Coppa del Mondo - vittorie di tappa
| Data          | Località | Nazione | Competizione | Disciplina |
| ------------- | -------- | ------- | ------------ | ---------- |
| 16 marzo 2018 | Falun    | Svezia  | Finali       | SP TL      |

Legenda:

TL = tecnica libera

SP = sprint